# Pergamino de Chinon

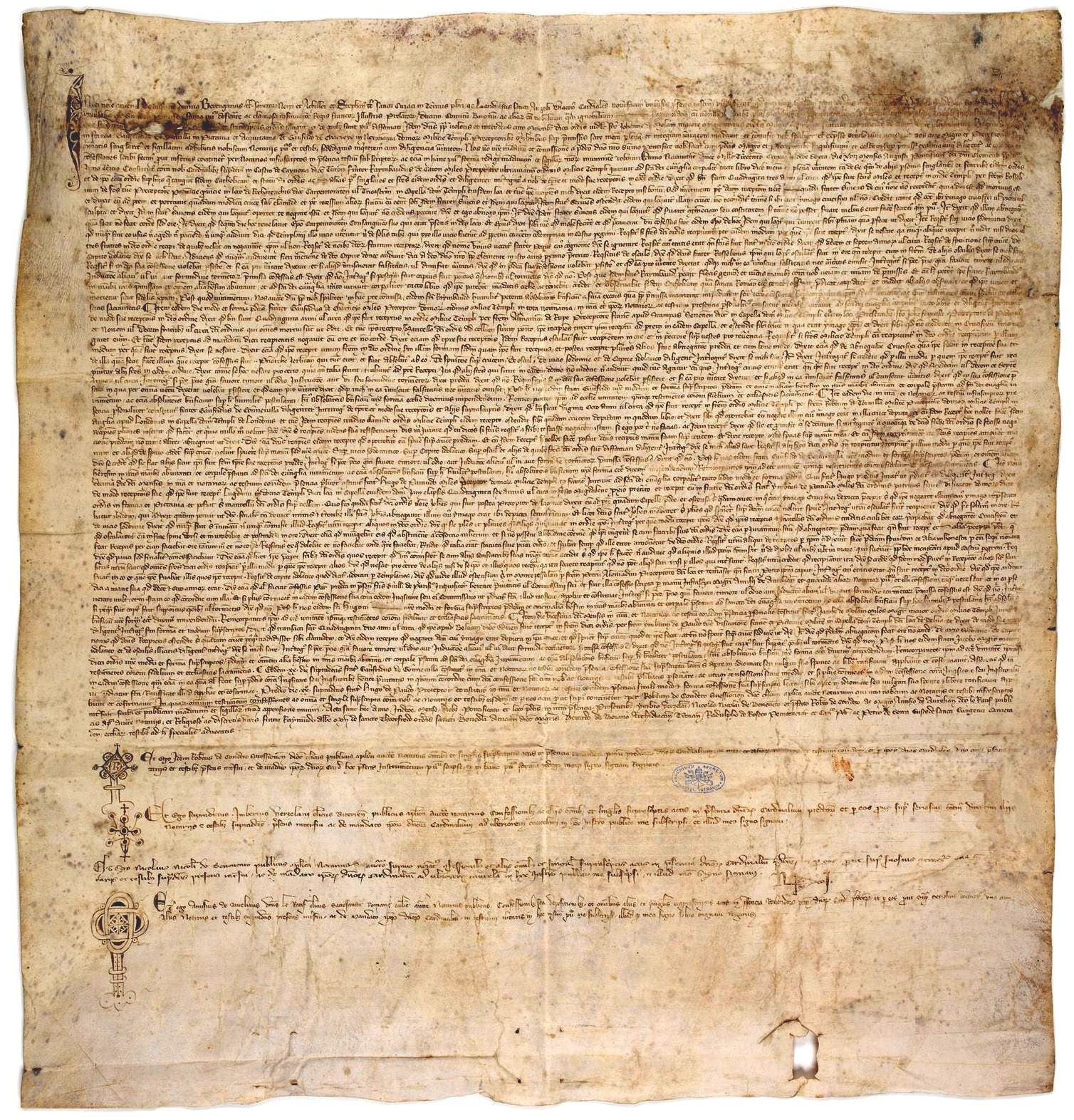
Pergamino de Chinon.

El Pergamino de Chinon es un documento histórico, publicado por Étienne Baluze durante el siglo XVII, en la obra Vitae Paparum Avenionensis ("La Vida de los Papas de Avignon"). Este documento se volvió famoso recientemente por el descubrimiento de la Doctora Barbara Frale, de que el Papa Clemente V tuvo la intención de absolver al último Gran Maestre Jacques de Molay, y los demás líderes de los Caballeros Templarios, en 1308, de las acusaciones hechas por la Inquisición. El pergamino está datado en "Chinon, del diecisiete al veinte de agosto de 1308" y la Santa Sede posee una copia autentificada con la referencia número "Archivum Arcis Armarium D 218", y el pergamino original con la referencia "D 217".

## Historia
El documento contiene la absolución impartida por Clemente V al último Gran Maestre del Templo, Jacques de Molay, y a los demás jefes de la Orden después de que estos últimos hicieran acto de penitencia y solicitaran el perdón de la Iglesia; tras la abjuración formal, obligatoria para todos aquellos sobre los que recayera la sospecha de herejía, los miembros del Estado Mayor templario serían reintegrados en la comunión católica y readmitidos para recibir los sacramentos. Perteneciente a la primera fase del juicio contra los Templarios, cuando Clemente V todavía estaba convencido de poder garantizar la supervivencia de la orden religiosa y militar, el documento responde a la necesidad apostólica de eliminar de entre los frailes guerreros la infamia de la excomunión debido a sus declaraciones y confesiones "falsas" arrancadas bajo tortura al admitir que habían renegado de Jesucristo bajo la supervisión del inquisidor francés, siguiendo las órdenes de Felipe IV. Como confirman distintas fuentes de la época, el papa comprobó que entre los templarios se habían insinuado graves formas de malas costumbres y planificó una reforma radical de la orden para después fundirla en una única institución con otra gran orden religiosa-militar, la de los Hospitalarios. El acto de Chinon, supuesto necesario para la reforma, sin embargo, se quedó en papel mojado. La monarquía francesa reaccionó poniendo en marcha un verdadero mecanismo de chantaje que obligará seguidamente a Clemente V a dar un paso definitivo durante el concilio de Vienne (1312): al no poder oponerse a la voluntad de Felipe IV el Hermoso, rey de Francia, que imponía la eliminación de los Templarios, el papa, una vez escuchado el dictamen de los padres conciliares, decidió suprimir la orden «con norma irreformable y perpetua» (bula Vox in excelso, 22 de marzo de 1312). Clemente V especifica, sin embargo, que esta sufrida decisión no constituye un acto de condena por herejía, al cual no se habría podido llegar sobre la base de las distintas investigaciones realizadas en los años anteriores al concilio. Para pronunciar una sentencia definitiva, por tanto, habría sido necesario un proceso regular que contemplara entre otras cosas la exposición de los argumentos de la defensa por parte de la orden. Pero el escándalo suscitado por las infamantes acusaciones dirigidas a los Templarios (herejía, idolatría, homosexualidad y prácticas obscenas) habría disuadido a cualquiera, según el pontífice, de llevar la vestimenta templaria y, por otra parte, una dilación en la decisión sobre tales cuestiones habría producido la dilapidación de ingentes riquezas ofrecidas por los cristianos a la orden, encargada de correr en ayuda de la Tierra Santa para combatir a los enemigos de la fe. La atenta consideración de estos peligros, junto con las presiones por parte francesa, convencieron al papa a suprimir la Orden de los Caballeros del Templo, al igual que en el pasado, y por motivaciones menores, había sucedido a órdenes religiosas de importancia mucho más relevante.

## Significado
No es fácil desentrañar el significado del Pergamino de Chinon. Si nos atenemos a su datación histórica, parece claro que está redactado en un momento de duda del Papa Clemente V, en un momento en que decidió paralizar todo el proceso contra los templarios.
Sin embargo, atendiendo a la siguiente cronología se puede reconstruir el fondo de los hechos históricos:
- 5 de julio de 1308: Clemente V emite la bula Subit assiduae por la que restituye a los inquisidores en los poderes que les había "sustraído". No obstante se reserva el juicio de la Orden en conjunto y la audiencia al Maestre general y los cinco dignatarios presos en Francia.
- 12 de agosto de 1308: Clemente V emite la bula Facians misericordiam por la que confirma la devolución de jurisdicción a los inquisidores para que instruyan la causa seguida contra cada uno de los templarios y como deberá seguirse esta. Envía a las distintas diócesis el documento donde se exponen los 87 artículos de acusación formulados contra la Orden sobre los cuales deberán ser interrogados los templarios. Emisión de la bula Regnans in coelis por la que se convoca un concilio a celebrar en Vienne el 1º de octubre de 1310 que a la vista de los resultados obtenidos pronunciará sentencia sobre la continuidad o disolución de la Orden.
- 30 de diciembre de 1308: Clemente V escribe a Jaime II de Aragón urgiendo la captura de los últimos templarios que aún resisten y su entrega a los respectivos obispos para ser interrogados, designando como delegado a Beltrán, prior de San Casiano de Beziers.
- 3 de abril de 1312: Bula Vox in excelso, aprobada en la segunda sesión del Concilio de Vienne:

[...]Por lo tanto, con corazón triste, no por sentencia definitiva, sino mediante provisión apostólica u ordenanza, Nos, suprimimos, con la aprobación del sacro concilio, la Orden de los templarios, y su regla, hábito y nombre, mediante un decreto inviolable y perpetuo, y prohibimos enteramente Nos que nadie, en lo sucesivo, entre en la Orden o reciba o use su hábito o presuma de comportarse como un templario. Si alguien actuare en este sentido, incurre automáticamente en excomunión.

- 2 de mayo de 1312. Bula Ad providam, disponiendo los bienes de la Orden del Temple en favor de la Orden del Hospital, o de Malta.

De todo ello cabe inferir que el documento de Chinon fue redactado en un momento en el cual el Papa estaba inmerso en una serie de dudas. Meses antes había dejado sin poderes a los inquisidores y de forma contemporánea al Pergamino de Chinon, se los devolvió. No obstante, las presiones que debió recibir por parte de los Reyes de la Cristiandad, lo llevaron a que al final no publicase oficialmente dicho pergamino.